# Штифель, Аня
Аня Штифель (нем. Anja Stiefel; род. 9 августа 1990, Фрауэнфельд) — швейцарская хоккейная нападающая и тренер. В составе сборной Швейцарии бронзовый призёр Олимпийских игр 2014 года и чемпионата мира 2012 года. К матчам национальной сборной привлекается с 2008 года. Участница Олимпийских игр 2010 года, отыграла во всех матчах сборной на турнире, очков не набрала. С 2013 по 2016 годы на клубном уровне играет за клуб «Лугано» в чемпионате Швейцарии.